# 仗桐安
仗 桐安（じょう きりあん、1974年11月6日 - ）は、日本の俳優、声優、劇作家、演出家である。株式会社エクサプローズPro.所属。RONNIE ROCKET主宰。LUCK-UMU代表。以前はエコーズ、スターダス・21に所属していた。

## 来歴・人物
鳥取県倉吉市関金町出身。身長172cm、体重75kg。血液型B型、早稲田大学第一文学部演劇映像専修卒業。
本名、高多康一郎（たかた こういちろう）。芸名の仗桐安は、寺沢武一の漫画「コブラ」の主人公コブラが使う偽名ジョー・ギリアンをもじって、自らが名づけた。2004年から副業であるライター業でのペンネームとして使用していたが、2006年の乞局の公演『廻罠』出演時から諸活動での名義を“仗桐安”に統一した。
京都府内の病院で産声をあげ、半年後に両親の故郷である鳥取県に帰ってくる。以後18年間、鳥取県に居住。
一浪の末、早稲田大学第一文学部に入学。大学1年生のときに早稲田大学演劇倶楽部、CINEMAXサイドヴァーグ、スーパーシネマかりんとうなどのサークルに入り、俳優活動をスタートする。
演劇倶楽部では当初俳優として活動していたが、1996年の4月に新入生向けの新歓公演『天国への階段』で脚本・演出デビュー。その後1997年に演劇倶楽部内ユニットとしてRONNIE ROCKETを結成。RONNIE ROCKETは、2000年に演劇倶楽部から独立し、現在もなお活動中。現在に至るまでRONNIE ROCKETにおいて脚本・演出・出演を務める。
近年は俳優活動、声優活動を中心としている。また、脚本以外の執筆活動を行うライター業や、ユニークなイベントを企画するイベンター業、ライブを中心とした音楽活動など、その活動は多岐に渡る。
好きな食べ物は、麻婆豆腐、トマト、グリーンカレー、鰻。好きな色は、黒と赤。趣味は映画鑑賞、温泉巡り、ゲーム（テレビゲーム、アナログゲームなど広く愛好）。特技はギター、ウクレレ、イラスト、モノマネ。
キャプテンクーコッチにギターで参加したり、自らのユニットから派生したRONNIE ROCKET rollersでギター＆ボーカルを務めるなど、音楽活動も行っている。

## 出演

### テレビドラマ
2001年
- 救命病棟24時 シーズン2 第1話（フジテレビ）

2002年
- 遺言 桶川ストーカー殺人事件（フジテレビ）

2003年
- 幸福の王子 第3話（日本テレビ）
- 超星神グランセイザー 第12話（テレビ東京）

2004年
- ああ探偵事務所 第3話（テレビ朝日）

2006年
- 火災調査官・紅蓮次郎6（テレビ朝日）

2012年
- ラッキーセブン 第1話・第2話（フジテレビ）
- カエルの王女さま（フジテレビ） - 山根 役
- 赤い糸の女 第15話（東海テレビ） - 金貸し業者 役

2013年
- カラマーゾフの兄弟 第4話（フジテレビ） - 渡瀬 役
- リーガルハイ 第8話（フジテレビ） - 反自然派の男 役
- 刑事のまなざし 第10話（TBS） - 洋食屋の店主 役

2014年
- 鯉昇れ、焦土の空へ（NHK） - 武智修 役
- 女はそれを許さない 第3話（TBS） - 関口 役

2015年
- 新ナニワ金融道（フジテレビ） - 社長 役
- 天使と悪魔-未解決事件匿名交渉課- 第5話（テレビ朝日） - 刑事 役
- ヤメゴク〜ヤクザやめて頂きます〜 第9話（TBS） - 浅間組構成員 役
- トカゲの女 警視庁特殊犯罪バイク班2（テレビ東京） - SIT隊員 役

2016年
- 怪盗 山猫 第7話（日本テレビ） - 笠原 役
- この街の命に（WOWOW） - 市民 役
- 闇金ウシジマくん season3 第3話（TBS） - 売春客 役
- 世にも奇妙な物語 '16秋の特別編 「車中の出来事」（フジテレビ） - 労務者風の男 役
- とげ 小市民 倉永晴之の逆襲 第1話 （フジテレビ） - 強面男性 役
- 吉祥寺だけが住みたい街ですか？ 第5話 （テレビ東京） - 取引先の上司・徳井 役

2017年
- 相棒 Season15 第12話 （テレビ朝日） - 稲城署の刑事 役

2018年
- 警部補・碓氷弘一 〜マインド〜 （テレビ朝日）

2019年
- 新しい王様 第3話 （TBS）
- スカム 第4話 （MBS）
- 全裸監督 第3話 （Netflix）

2021年
- 青天を衝け 第7話 （NHK） - 脇坂安宅 役
- 警視庁ゼロ係〜生活安全課なんでも相談室〜 第5シリーズ ‐ 北野安彦 役

2025年
- それでも俺は、妻としたい 第8話（2025年3月2日、テレビ大阪・BSテレ東） - 住職 役[1]

### テレビ番組
- めちゃ×2イケてるッ! 再現V・寒イー話（フジテレビ）

2012年
- NHKスペシャル「メルトダウンII 福島第一原発事故の真相」（NHK）
- ライバルたちの光芒 徳川光圀 VS 徳川綱吉（BS-TBS） - 瓦版屋 役

2013年
- ゴッドタン 一発ギャグ再生研究所 アンガールズ・ジャンガジャンガ編（テレビ東京）

2015年
- SICKS〜みんながみんな、何かの病気〜（テレビ東京） - 中華料理店に来た肉体労働者 役

2016年
- ゴッドタン スペシャル 芸人マジ歌選手権（テレビ東京） - 劇団ひとり原始人VTRの刑事 役
- ありえへん∞世界SP（テレビ東京） - 湯沢剛の再現ドラマ・板前 役

2017年
- ゴッドタン スペシャル 芸人マジ歌選手権（テレビ東京） - ピノキザワ慎吾（劇団ひとり）を逮捕する刑事 役
- NEO決戦バラエティ キングちゃん（テレビ東京） - テレビ東京編成局員 役

### テレビCM
- 雑誌パーゴルフ“sushi swing編”（web限定公開）
- リスラジ “酪農青年編”（2013年12月〜）
- 大塚製薬 ポカリスエット“JUMP編”（2015年4月〜）

### ラジオCM
- カーセブン “ケータイ査定編”

### 映画
- NEG. WONDERLAND - お父さん 役

2003年
- はつこい - 新聞集配所・所長 役

2012年
- men's egg Drummers - 和太鼓の男 役
- 黄金を抱いて翔べ - 神父 役

2013年
- 謝罪の王様 - レポーター 役
- あなたもまた虫である - ゲイのヤクザ 役
- starting over - オナクラの男 役

2014年
- トリック劇場版 ラストステージ - インチキ霊能者 役
- るろうに剣心 伝説の最期編 - 声の出演

2016年
- 真田十勇士 - 声の出演（アニメパート）

2017年
- 22年目の告白 -私が殺人犯です- - 四谷署の刑事 役

2020年
- AI崩壊 - トラック運転手 役

2021年
- シュシュシュの娘 - 高峰三吉 役

2023年
- レンタル×ファミリー

### 吹き替え
2013年
- トランスポーター ザ・シリーズ  (ディーター・ハウスマン<チャーリー・ヒューブナー>)

2014年
- 名探偵ポワロ ヘラクレスの難業  (バートン博士〈トム・シャドボン〉)
- 君の声が聞こえる  (ミン・ジュングク<チョン・ウンイン>)
- 観相師 -かんそうし-  (キム・サング)

2015年
- クリミナル・マインド FBI行動分析課 シーズン9 第5話「66号線」 (医師)
- SCORPION/スコーピオン第4話 (犯罪者)・第11話 (ジョン)・第16話 (乗っ取り犯)
- チェイス!  (アンダーソン)
- サンバ  (警備員ボス)
- 情熱のシーラ 第5話 (ディーン)
- REIGN/クイーン・メアリー 第7話 (ブルーノ)・第8話 (ロニッシ)・第12話 (モーリス)
- ハンク ‐ちょっと特別なボクの日常‐第4話「理科室でハプニング」 (火災監視員)
- ラスト・リベンジ  (マイク・ワーナー)
- ストライクバック:極秘ミッション シーズン3 第8話 (ヴォスコフ)
- コバート・アフェア シーズン5・第14話  (オマー)
- エレメンタリー ホームズ&ワトソン in NY シーズン3 第4話 (エドウィン・ボースティン)・第6話 (レオン・ムーディ)・第17話(ワイスマン)
- ハンド・オブ・ゴッド 第1話・第3話・第4話・第8話 (ギルバート・マコーリー)

2016年
- 007 カジノロワイヤル (1967年の映画)（スメルノフ）※2016年新録版
- ガール・ミーツ・ワールド 第27話（選挙関係者）
- ハイスクール・ニンジャ 第2話(ホグ)・第9話(ボディガード)・第15話(警備員)
- 江南ブルース (ドクチェ)
- マスケティアーズ パリの四銃士 第4話・第9話(セルジュ)
- 千年医師物語 〜ペルシアの彼方へ〜 完全版 (トゥグリル)
- 大統領の執事の涙 ※BSジャパン放映用新録版(ジェンキンズ、ハルデルン)
- ザ・ウォーク (オドネル刑事)
- ロストガール シーズン2 第5話(ブリクラム)・第11話(キャメロン)・第15話(ジェラルド)・第16話(ガーナー)
- ロストガール シーズン3 第2話(アティカス)
- ヴィクター・フランケンシュタイン （デットワイラー）
- SCORPION/スコーピオン シーズン2 第1話（監督、司令官、マクナレン）・第11話（ヴィヴェック）・第19話（タフガイ）
- ゲットダウン part1 第1話・第2話・第3話・第5話（レオン）
- 三銃士 第3話（ユン家の使用人）
- フロム・ダスク・ティル・ドーン Season2 第9話（ザ・ドライバー）・第10話（タッカー）
- 帰ってきたヒトラー （新聞屋の店主、プラスベルク、他）
- エレメンタリー ホームズ&ワトソン in NY シーズン4 第5話 (管理人)・第6話 (弁護士)
- 必殺処刑チーム  (マドックス、売人)
- フラーハウス シーズン2第4話（生首の男）
- ハワイ ファイブ・オー シーズン6 第5話 (ラウル)・第9話（売人）・第10話（ジュル・カツ）・第18話（デッカ）

2017年
- アウトキャスト 第1話・第4話・第6話（ケイレブ）
- ゲットダウン  part2（レオン）
- ボードウォーク・エンパイア5 ザ・ファイナル （アルキメデス、フランク・ウィルソン）
- ハイジャック・ゲーム
- クレイジー・エックス・ガールフレンド  シーズン2 第5話（カール）
- ワイルドガン  （ネッド、ジェンキンス）
- ハンド・オブ・ゴッド シーズン2（ギルバート・マコーリー)
- マグニフィセント・セブン（ターナー[2]）

2018年
- ツタンカーメン 王家の血の呪い (ラーガス)

2019年
- グッドファイト シーズン3 第2話 （エイヴリー・ウォード）
- ハワイ・ファイブ・オー シーズン8

第22話、シーズン9 第19話（ロノ）
- クリミナル・マインド FBI行動分析課 シーズン14 第9話（フィル）
- プリーチャー シーズン4 （スティーブ）

### ボイスオーバー
2013年
- UFC登竜門TUF 超人ジョーンズ軍vs闘将サネン軍  (ザック・カミングス)

2015年
- 仰天!夢のツリーハウス シーズン3 エピソード10『視聴者に贈る家』 (ビル)
- BS世界のドキュメンタリー 「シリーズ知られざる真実 ISからの脱出」  (アブ・シンジャール)

2016年
- 検証!アンビリーバブル 「潜入！地下ポーカー」  (マイキー・タッツ)
- 検証!アンビリーバブル 「潜入！NYマフィア捜査」  (ジョージ・グンドラック)
- バーバリアンズ・ライジング〜ローマ帝国に反逆した戦士たち〜  「#2 ゲリラ集団の指揮官 ウィリアトゥス」（ガイウス・ウェティリウス）

2017年
- 地球外からの侵略に備えろ   (ブランバーグ、スプリンガー、ウールジー、オーム）
- フォックスキャッチャー事件の裏側  （レイ・ブリンザー、ラリー・シャケッターノ、ジョン・ジューラ）
- ホワイト・ラビット・プロジェクトシーズン1・第2話  （ボブ・ロマネスキ）

### テレビアニメ
2014年
- トライブクルクル（2014年 - 2015年、大烏ハナ蔵、坂上長男）

2015年
- 銀魂 シリーズ（2015年 - 2017年、幕臣A、春雨元老B）- 2シリーズ
- 遊☆戯☆王ARC-V（郷田川梁山）

2016年
- ドリフターズ（福島正則）
- ビッグオーダー（橋本軍曹）
- ムズムズエイティーン（おじさん）
- ラクエンロジック（サカイ）

2018年
- フルメタル・パニック! Invisible Victory（ミスタ・ゴールド）

2021年
- ゲキドル（モニターの男、隊長）

### オーディオドラマ
2017年
- フルメタル・パニック！ 踊るベリーメリークリスマス（ミスタ・ゴールド）

### ゲーム
2015年
- 龍が如く0 誓いの場所（SEGA）

### 舞台
1994年
- 「トーキョー裁判」早稲田大学演劇倶楽部新人公演 @早稲田大学スペース5
- 「蠅の王子」 シアタージャパン公演 @大塚ジェルスホール

1995年
- 「肉屋の息子、妹の男」 早稲田大学演劇倶楽部企画公演 @早稲田大学スペース5

1996年
- 「ブサイク〜劣等感を抱きしめて！〜」　ポツドール公演 @早稲田どらま館

1997年
- 「メリー&ハリー」 RONNIE ROCKET @新宿パンプルムス

1998年
- 「しあわせ花」 ポツドール @高円寺明石スタジオ
- 「眼には歯を」 RONNIE ROCKET @大塚ジェルスホール
- 「その奥」 劇団桃唄309 @下北沢ザ・スズナリ
- 「RONNIE ROCKET PRIVATE PLAY」 RONNIE ROCKET @シアターpoo

1999年
- 「命短シ恋セヨ乙女」RONNIE ROCKET @早稲田どらま館
- 「妻ぜめ 愛欲日記」 ポツドール @早稲田どらま館

2000年
- 「騎士クラブ」 ポツドール @大塚ジェルスホール
- 「蓼喰フ虫モ好キ好キ」 RONNIE ROCKET @早稲田どらま館
- 「紅イ林檎ニ唇寄セテ」 RONNIE ROCKET @こまばアゴラ劇場

2001年
- 「ディスクシステム」 RONNIE ROCKET @下北沢OFFOFFシアター
- 「インディアン・ポーカー」 innerchild @シアターモリエール
- 「ホテルカメレオン」 RONNIE ROCKET @ザムザ阿佐ヶ谷

2002年
- 「騎士クラブ」 ポツドール @王子小劇場
- 「ナク／ナラ／ナイ」 RONNIE ROCKET @ザムザ阿佐ヶ谷

2003年
- 「飛べ！ロニーロケット」 RONNIE ROCKET @下北沢本多スタジオ
- 「センチメンタル☆草津」 ブラジル @下北沢OFFOFFシアター
- 「ゆんぼーさんが来る」 play unit fullfull @中野MOMO
- 「輪切りのバウム」 RONNIE ROCKET しもきた空間リバティ
- 「ピンクレディメイド」 RONNIE ROCKET @しもきた空間リバティ

2004年
- 「激情」 ポツドール @下北沢駅前劇場
- 「ソラリス」 東京デスロック @阿佐ヶ谷喫茶ヴィオロン
- 「ANIMAL」 ポツドール @三鷹市芸術文化センター 星のホール、大阪independent theater 2nd

2005年
- 「安心」 東京デスロック @アトリエ春風舎
- 「青春の砂鉄」 RONNIE ROCKET @下北沢OFFOFFシアター

2006年
- 「エレクトリカル ラヴ パレード 〜カガイシャノキモチトアカルイミライ〜」 猫★魂 @下北沢駅前劇場 （※ここまで本名の高多康一郎名義）
- 「廻罠（わたみ）」 乞局 @王子小劇場 （※ここから仗桐安名義）

2007年
- 「激情（再演）」 ポツドール @下北沢本多劇場
- 「ともだちのともだち」 RONNIE ROCKET @下高井戸 不思議地底窟・青の奇蹟
- 「ともだちのともだちver.2」 RONNIE ROCKET @下高井戸 不思議地底窟・青の奇蹟
- 「The Perfect Drug」 smartball @三鷹市芸術文化センター 星のホール
- 「不確かな怪物」 ブルドッキングヘッドロック @三鷹市芸術文化センター 星のホール

2008年
- 「斑点シャドー」 JACROW @下北沢OFFOFFシアター
- 「リンダリンダラバーソール」 avexプロデュース @博品館劇場

2009年
- 「ククリの空 青ゐ鳥」 innerchild @時事通信ホール
- 「明けない夜」 JACROW @新宿サンモールスタジオ
- 「つつじヶ丘のつづきから」 開店花火 @笹塚ファクトリー
- 「ともだちのいもうと」 RONNIE ROCKET @渋谷ギャラリー・ルデコ
- 「リンダリンダラバーソール（再演）」 avexプロデュース @新宿スペースゼロ

2010年
- 「ともだちのそうしき」 RONNIE ROCKET @大吉カフェ
- 「北と東の狭間」 JACROW @新宿サンモールスタジオ
- 「女ともだちのそうしき」 RONNIE ROCKET @大吉カフェ

2011年
- 「明けない夜・完全版」 JACROW @シアタートラム
- 「往転」 世田谷パブリックシアター @シアタートラム

2012年
- 「熱の華」 セカイアジ @下北沢OFFOFFシアター
- 「ともだちのそうしき（朗読劇）」 RONNIE ROCKET @大吉カフェ
- 「女のみち2012」 ブス会＊ @下北沢ザ・スズナリ
- 「行方不明」 ブラジル @赤坂REDシアター

2013年
- 「国語の時間」 風琴工房 @座・高円寺1
- 「ともだちのそうしき」 RONNIE ROCKET@大吉カフェ
- 「女ともだちのそうしき2013」 RONNIE ROCKET @大吉カフェ
- 「羊人間012」 ムシラセ×森本晃司 @新宿サンモールスタジオ

2014年
- 「さるにしかみえない」 RONNIE ROCKET @ARENA下北沢

2015年
- 「女のみち2012 再演」 ブス会＊ @東京芸術劇場シアターイースト
- ともだちのそうしき　RONNIE ROCKET @岩井窯クラフト（鳥ROCKフェスティバル参加）

2019年
- 「MONEY!MONEY!MONEY!」 コノエノ！ @シアター711

### イベント・その他
2012年
- ミステリーファイトクラブvol.1 アッカ村の狼　-主催・進行

2013年
- ミステリーファイトクラブvol.2 大吉村の狼　-主催・進行
- ツリメラ結成記者会見　-メイン司会
- ツリメラLIVE -インタビュアー
- ミステリーファイトクラブvol.3 アリーナ家の狼　-主催・進行
- ミステリーファイトクラブvol.4 アリーナ家の狼2 〜魔女の棲む館〜　-主催・進行

2014年
- ツリメラ結成1周年記者会見　-奴隷
- 東方力丸絶叫ライブ　-漫読パフォーマンス
- ミステリーファイトクラブvol.5 アリーナ海賊団の受難　-主催・進行
- ツリメラLIVE -奴隷のリーダー

2015年
- ミステリーファイトクラブ番外戦 ミラクル村のあわただしい狼　-主催・進行
- ミステリーファイトクラブ番外戦2 宇宙船ミラクル号の物体エックス　-主催・進行

## 脚本・演出
1996年
- 天国への階段 早稲田大学演劇倶楽部企画公演

1997年
- 欲望のパラメータ　RONNIE ROCKET
- メリー&ハリー　RONNIE ROCKET
- 月に吠えろ！　RONNIE ROCKET

1998年
- 眼には歯を　RONNIE ROCKET
- RONNIE ROCKET PRIVATE PLAY#1（※コント的番外公演）　RONNIE ROCKET

1999年
- 命短シ恋セヨ乙女　RONNIE ROCKET

2000年
- 蓼喰フ虫モ好キ好キ　RONNIE ROCKET
- 紅イ林檎ニ唇寄セテ　RONNIE ROCKET

2001年
- ディスクシステム　RONNIE ROCKET
- ホテルカメレオン　RONNIE ROCKET

2002年
- ナク／ナラ／ナイ　RONNIE ROCKET

2003年
- 飛べ！ロニーロケット　RONNIE ROCKET
- 輪切りのバウム　RONNIE ROCKET
- ピンクレディメイド　RONNIE ROCKET

2005年
- 青春の砂鉄　RONNIE ROCKET(※ここまで高多康一郎名義)

2007年
- ともだちのともだち　RONNIE ROCKET（※ここから仗桐安名義）
- ともだちのともだちver.2　RONNIE ROCKET

2009年
- ともだちのいもうと　RONNIE ROCKET

2010年
- ともだちのそうしき　RONNIE ROCKET
- 女ともだちのそうしき　RONNIE ROCKET

2012年
- ともだちのそうしき（朗読劇）　RONNIE ROCKET

2013年
- ともだちのそうしき　RONNIE ROCKET
- 女ともだちのそうしき2013　RONNIE ROCKET

2014年
- さるにしかみえない　RONNIE ROCKET

2015年
- ともだちのそうしき　RONNIE ROCKET（鳥ROCKフェスティバル参加）

## 脚本提供
2013年
- 新婦あきこ（杉岡あきこ一人芝居「たれめときのこと知らない女の子」の一編）

2014年
- 新婦あき（中野あき ぼっち芝居「ニーハオ！」の一編。「新婦あきこ」の改変版にあたる）